# Busuu
Busuu — приложение для изучения языков. Оно доступно в Интернете через iOS и Android. Курсы доступны на четырнадцати языках: английском, испанском, французском, немецком, нидерландском,итальянском, бразильском португальском, русском, польском, турецком, арабском, японском, китайском и корейском. Учащиеся выбирают один или несколько из этих языков и работают с помощью самостоятельных уроков, изучая лексику и грамматику, и затем они могут практиковать свои знания в разговорных или письменных беседах с носителями языка в сообществе Busuu.
По состоянию на декабрь 2017 года сайт Busuu насчитывает более 80 миллионов зарегистрированных пользователей в своём сообществе.

## Язык бусуу
Бусуу — это исчезающий язык, на котором говорят в Камеруне. Согласно исследованию, в 1986 году на нём говорили 8 человек, в 2005 — 3 человека. ISO-код для языка бусуу — bju.

## История
Сайт busuu был основан в мае 2008 года, открыв свою первую штаб-квартиру в Мадриде и выпустив первую бесплатную версию этого веб-сайта. В 2009 году он начал взимать плату за регистрацию.
В 2010 году было запущено первое мобильное приложение busuu.
В октябре 2012 года busuu переместил свою штаб-квартиру из Мадрида в Лондон.
В апреле 2014 года busuu начал сотрудничать с образовательной компанией Pearson, чтобы позволить своим пользователям пройти квалификацию для выдачи сертификата gSET на английском языке.
В 2016 году busuu опубликовал исследования эффективности своих курсов, проведённых исследователями в Нью-Йоркском университете.
В том же году busuu запускает новые технологии для обучения языку. Он стал партнёром Google Home Assistant, предлагая голосовые уроки на испанском языке; в 2017 году он запустил приложение виртуальной реальности для изучения испанского языка, доступное для Oculus Gear и Oculus Go.

## Награды
busuu был награждён в 2008 году на проекте HELp, в том же году благодаря спасению сильбо гомеро он получил Серебряного льва.
В 2009 году он был номинирован на награду Tech Crunch и Premios de Internet, а также выиграл European Language Label в плане инновационных проектов в области изучения языков.
В 2011 году busuu получил награду Tech Crunch в номинации «Лучшее приложение в сфере образования».
В ноябре 2012 года busuu выиграл в Германии приз Seven Ventures Pitch Day, стоимость которого составляет 4 миллиона евро.
В 2014 году busuu получил награду Edtech Innovator.
В 2015 году Google Play назвал busuu лучшим приложением года.
В 2016 году busuu выиграл премию «Bloomberg Innovator».